# 外部融资
外部融资（英語：External financing），在资本结构理论中是指公司从外部获得资金，而内部融资主要用经营公司获得的盈利进行投资。外部融资有多种形式，其中两种主要形式为股权融资（首次公开募股或后续公开募股）和贸易信用（如应付账款和欠政府的税款）。外部融资通常比内部融资成本更高，因为需要支付一定的交易成本才能获得这些资金。
外部融资的方式有网络借贷、天使投资、众筹、发行债券或贷款。

## 概述
公司和其他法人实体（如地方当局）如果想要融资基本上采用股权融资和债务融资这两种方式。法人实体通常会提供有关资金来源的信息。股权融资的资金来源通常为股东或公司本身（如留存收益、折旧、摊销等），债务融资的资金来源为债权人或公司本身（如拨备计提）。如果资金来自企业内部被称为内部融资，来自外部就叫外部融资。外部融资的局限性在于需要维持现金流，因为偿还融资债务（贷款利息和本金）会对现金流产生影响。公司在制作资产负债表时会将债务融资列为借款类。